# Bhangra
A bhangra (pandzsábi: بھنگڑا) az indiai szubkontinens Pandzsáb régiójából (Észak-India és Pakisztán) származó zene és néptánc. A név eredetileg egy olyan sajátos táncot jelölt meg, amelyet szikh és muszlim férfiak adtak elő a régió mezőgazdasági területein. Zenei stílusként elsősorban a panzsábi néphez és diaszpórához kapcsolódik Dél-Ázsiában, Európában és Észak-Amerikában.

## Tánc
A bhangrát eredetileg csupán férfiak táncolták, mivel a tánc férfias mozdulatokat és nagy energiát követel az azt bemutató néptáncosoktól. (Újabban viszont a modern folklór együttesekben nők is fellépnek a férfiakkal együtt.) Körben járják, hogy lehetővé tegyék tánc közben is újabb táncosok csatlakozását, lehetőleg a tánc folytonosságának zavarása nélkül. A dobos a kör közepén foglal helyet és időnként fokozza a tempót, még akkor is, ha a tánc üteme már különben is gyors. Ez a lánc tömegtánc jellegű; nem hivatásos táncosok járják. Lépést tartva körben forognak, hangos hoj! hoj! kiáltások közben tapsolnak és gyakran a botjukat suhogtatják, hogy ezzel is fokozzák a tánc vidám önfeledtségét és átvigyék ezt a hangulatot a körülöttük álló nézőre is.

## Zene

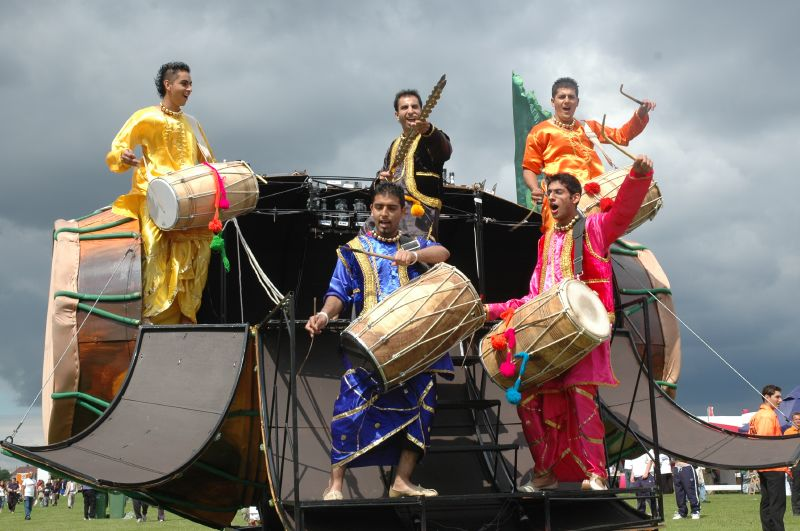
A dhol nevű dobon játszó zenészek egy londoni fesztiválon

A hagyományos bhangrában általában egy kétfejű dob, az ún. dhol  biztosítja a ritmust, továbbá a csimta  nevű ütőhangszer. A 20. századtól a bhangrát jellemző további hangszerek: a tumbi  (pengetős hangszer), a szárangí  (vonós), a dholak (kézidob, kisebb, mint a dhol), fuvola, citera , hegedű , harmónium, tablá, gitár, mandolin, szaxofon, szintetizátor és más nyugati hangszerek.
Mint műfaj vagy forma az Egyesült Királyság pandzsábi közösségében jelent meg a 20. század végén, ahol az őshonos népzenét a nyugati, brit zenével és hangszerekkel ötvözték.
Az egyik nemzetközileg legismertebb előadó a Panjabi MC lett a "Mundian To Bach Ke" című, 1998-as dalával, amely a hip-hop elemeit egyesítette a bhangra jellegzetes ritmusaival.